# Grattacieli più alti dell'Australia

Grattacieli più alti dell'Australia

Questa è una lista del grattacieli più alti dell'Australia ordinati per altezza.
In Australia, la maggior parte dei grattacieli si trova nei tre stati orientali del Nuovo Galles del Sud, Queensland e Victoria. Dei grattacieli australiani con altezza superiore ai 100 m, oltre 100 si trovano a Sydney, oltre 70 a Melbourne, oltre 50 a Brisbane, più di 40 sulla Gold Coast e più di 10 a Perth, nell'Australia Occidentale.
In Australia, il grattacielo più elevato è la Q1 Tower a Gold Coast (322 m). L'edificio più elevato alla sommità del tetto è invece l'Eureka Tower a Melbourne, che raggiunge i 297 m.

## Grattacieli di altezza uguale o superiore a 200 metri

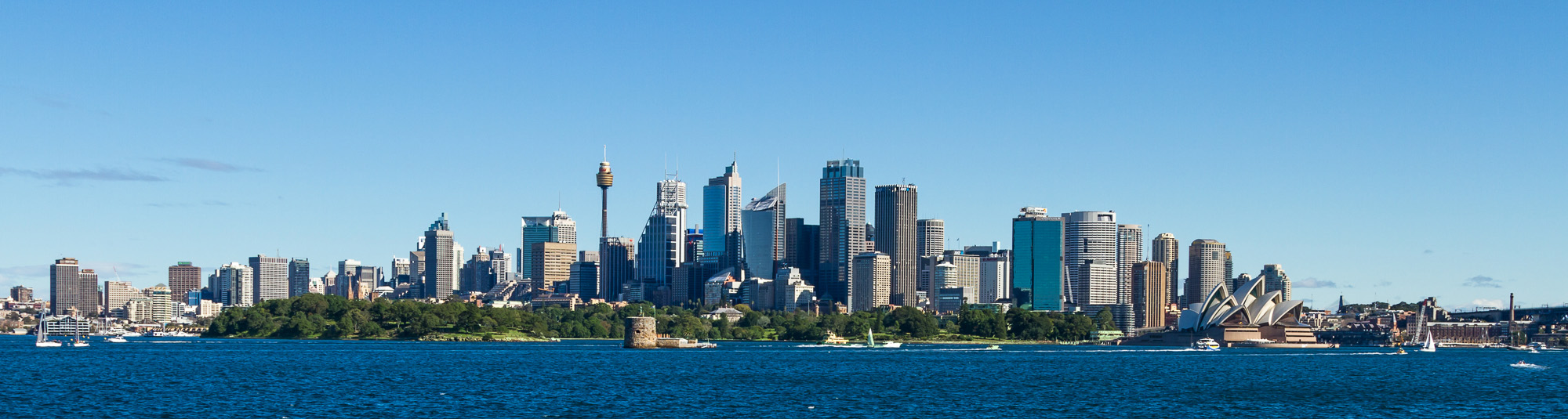
Skyline di Sydney

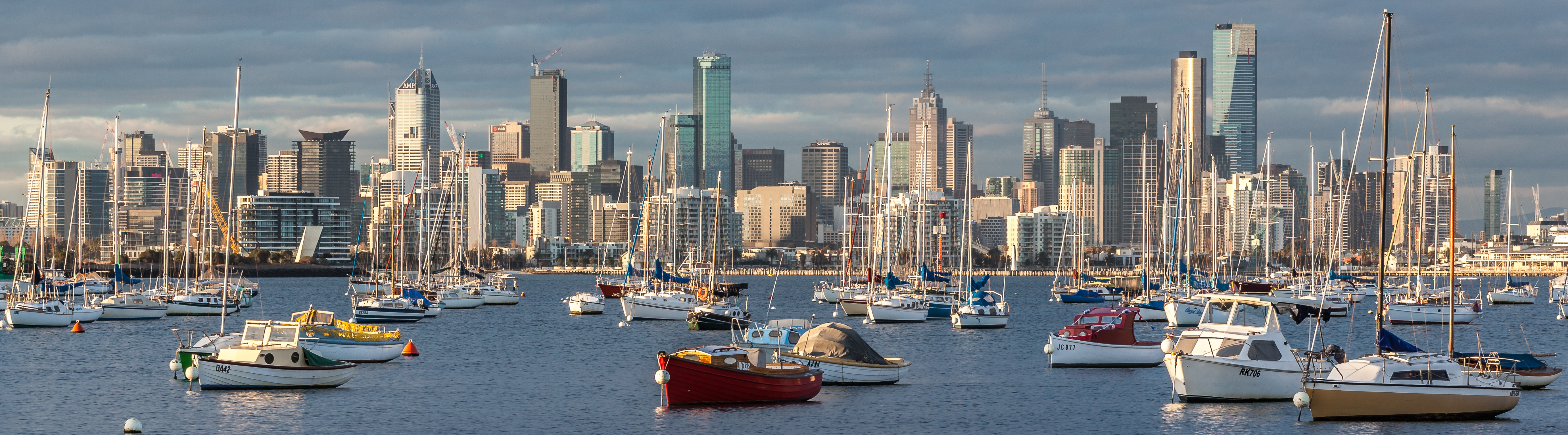
Skyline di Melbourne

| #  | Immagine | Nome               | Città      | Stato                 | Altezza (m) | Piani | Anno di completamento |
| -- | -------- | ------------------ | ---------- | --------------------- | ----------- | ----- | --------------------- |
| 1  |          | Q1 Tower           | Gold Coast | Queensland            | 322         | 78    | 2005                  |
| 2  |          | Australia 108      | Melbourne  | Victoria              | 318         | 101   | 2020                  |
| 3  |          | Eureka Tower       | Melbourne  | Victoria              | 297         | 91    | 2006                  |
| 4  |          | Brisbane Skytower  | Brisbane   | Queensland            | 269         | 90    | 2019                  |
| 5  |          | 120 Collins Street | Melbourne  | Victoria              | 265         | 52    | 1991                  |
| 6  |          | 101 Collins Street | Melbourne  | Victoria              | 260         | 50    | 1991                  |
| 7  |          | Rialto Towers      | Melbourne  | Victoria              | 251         | 63    | 1986                  |
| =8 |          | Central Park       | Perth      | Australia Occidentale | 249         | 52    | 1992                  |
| =8 |          | Infinity Tower     | Brisbane   | Queensland            | 249         | 81    | 2014                  |
| 10 |          | City Square        | Perth      | Australia Occidentale | 244         | 45    | 2012                  |